# Konfiskering
Konfiskering eller konfiskation, att konfiskera, är en juridisk term som betyder att ta i beslag, dra in till kronan/staten, beslagta utan att ge full ersättning. I modernt svenskt lagspråk används istället begreppet förverkande. 

## Etymologi
Ordet är känt i svenskan sedan 1538 och kommer från det latinska confiscare, bildat av com (till) och fiscus (kassa), och betyder ”indra till fiscus”. Fiscus är ursprungligen namnet på den kassa som de romerska kejsarna förfogade över.

## Begreppets innebörd
Konfiskering, i modern juridisk svenska kallat förverkande, innebär att en domstol förklarar det utbyte (den vinst) som uppkommit genom brott förverkat och egendom som förklarats förverkad eller dess värde tillfaller staten.
I tryck- och yttrandefrihetsmål har konfiskation en särskild innebörd. Om en tryckt skrift innefattar tryckfrihetsbrott kan den konfiskeras. "Konfiskering av tryckt skrift innebär att alla för spridning avsedda exemplar av skriften skola förstöras samt att med formar, stenar, stereotyper, plåtar och andra dylika, uteslutande för tryckningen av skriften användbara materialier skall så förfaras att missbruk därmed ej kan ske", enligt 7 kap. 7 § tryckfrihetsförordningen. Den som sprider en konfiskerad skrift kan dömas till böter eller fängelse i högst ett år, enligt 6 kap. 3 § 2 st. tryckfrihetsförordningen. Om ingen ansvarig för brottet kan hittas, kan "åklagaren eller målsäganden i stället för att väcka åtal göra ansökan om skriftens konfiskering" (se 9 kap. 5 § tryckfrihetsförordningen). Motsvarande bestämmelser för tekniska upptagningar - t.ex. DVD-skivor - finns i 3 kap. 13 §, 5 kap. 6 § och 7 kap. 2 § yttrandefrihetsgrundlagen.

## I äldre tider
I äldre tider konfiskerades vid vissa brott förbrytarens hela (fasta och lösa eller endast lösa) förmögenhet eller viss kvotdel därav. Dylika konfiskationsstraff försvann i nyare tid ur strafflagstiftningen, eftersom deras verkningar alltför mycket gick ut över andra än den brottslige själv, nämligen hans familj och anförvanter. I Sverige stadgades, ända till dess den nya strafflagen av 1864 blev gällande, för högförräderi förlust av liv, ära samt fast och löst gods och för vissa fall av rån förlust av liv och lösören; likaså förverkade den, som begick
våldtäkt, allt sitt lösa gods.
I Norge avskaffades konfiskering av allt löst eller fast gods genom 1814 års grundlag samt konfiskering av viss kvotdel av förbrytarens lösa egendom genom en lag av 1848. I Danmark upphävdes dessa straff 1824, i Finland 1889. Däremot förekom även senare i den nordiska lagstiftningen, liksom inom den nyare rätten i allmänhet, konfiskering av bestämda föremål. Så konfiskerades vid tryckfrihetsbrott den brottsliga skriften, vid lurendrejeri den insmugglade varan, "vid olovlig brännvinsbränning de vid förbrytelsen nyttjade redskapen och det brännvin, som anträffats vid beslagstillfället", o.s.v. I norsk och dansk strafflag fanns en allmän bestämmelse, enligt vilken föremål, som frambragts genom ett brott eller begagnats eller varit ämnade att begagnas för förövandet av en förbrytelse, kunde dömas förbrutna. Likaledes kunde enligt dessa länders strafflagar det genom ett brott vunna utbytet konfiskeras.